# Caboalles de Arriba
Caboalles de Arriba (Caguaḷḷes d'Arriba en patsuezu) es una localidad y pedanía perteneciente al municipio de Villablino, situado en la comarca de Laciana.
Está situado en la CL-626, pasando Caboalles de Abajo, siendo el último pueblo de León por la misma carretera, la cual tiene su inicio en la Collada (Puerto de Cerredo, límite con Asturias) y su fin en Aguilar de Campoo.
En él estaba situada la última mina de interior de la comarca de Laciana, tras el cierre de la MSP, propiedad de Hijos de Baldomero Garcia englobada en el grupo viloria del empresario Manuel Lamelas Viloria, conocida como "La escondida".

## Geografía
Está rodeada de Monte con predominancia de los robles en las laderas de solana, mientras que en las laderas de umbría abundan, además, otras especies como tejos, acebos, abedules, serbal de cazador (conocido localmente como capudre), avellanos,... En el caso de la fauna, destaca la principal población de urogallos de España, además se encuentra alta presencia de osos pardos y lobos, encontrando otros mamíferos comunes en toda la cornisa cantábrica como rebecos, corzos, jabalíes, zorros,... En aves encontramos diversas especies de rapaces,  garzas, cigüeñas,... En anfibios, múltiples especies de ranas, salamandras y tritones.
Además de su flora y fauna, desde el punto de vista turístico destacan el Centro de Interpretación del Urogallo y las rutas que discurren por sus terrenos, que recorren puntos de importancia etnológica, como son las brañas de La Collada y Fleitina, como vestigios de la minería del carbón y de la minería del oro romana.
En terrenos de la Vega el Palo (Veiga´l Palu), situada en el extremo oeste de la comarca de Laciana en terrenos de Caboalles de Arriba, tienen su desarrollo dos leyendas relacionadas con fuentes. La primera la de la fuente de las brujas y la segunda la del Piélago del Moro, situado en las charcas cercanas al límite con Asturias. Esta última tendría múltiples referencias históricas, aunque no se ha podido determinar si es real o la situación es aquella a la que hace referencia la leyenda.

## Demografía
Tiene una población de 388 habitantes, con 185 hombres y 203 mujeres.